# Вартенберг-Рорбах
Вартенберг-Рорбах (нем. Wartenberg-Rohrbach) — община в Германии, в земле Рейнланд-Пфальц. 
Входит в состав района Доннерсберг. Подчиняется управлению Виннвайлер.  Население составляет 472 человека (на 31 декабря 2010 года). Занимает площадь 4,46 км².